# Helmer Mörner (ingenjör)
Elias Helmer August Mörner, född 30 augusti 1850 på Stjärnfors, Ljusnarsbergs socken, Örebro län, död 25 mars 1914 i Skeppsholms församling, Stockholm, var en svensk greve, mariningenjör och ämbetsman.
Helmer Mörner var son till löjtnanten greve Hampus Stellan Mörner och sonson till Adolf Göran Mörner. Efter läroverksstudier i Örebro 1866–1868 blev Mörner elev vid Teknologiska institutet 1868, var elev vid Munktells Mekaniska Verkstad i Eskilstuna somrarna 1869–1871 och utexaminerades från Teknologiska institutets fackskola för maskinbyggnadskonst och mekanisk teknologi 1872. Han fortsatte sin utbildning som elev vid Motala Verkstad 1873–1874, var ritare där 1874–1876 och genomgick skeppsbyggeriavdelningen vid École dápplication du Génie maritime i Cherbourg 1877. Mörner utnämndes 1876 till underingenjör vid Mariningenjörstaten, där han 1877 blev extra ingenjör och 1889 ingenjör. 1892–1898 var han tjänstgörande ingenjör i Marinförvaltningen och 1898–1909 chef för ingenjördepartementet vid Flottans varv i Karlskrona. Han blev tillförordnad direktör i Mariningenjörstaten 1898, direktör där 1901, vid dess omorganisation till Mariningenjörkåren 1906 marindirektör av första graden och slutligen 1910 marinöverdirektör och chef för Mariningenjörkåren och Marinförvaltningens ingenjöravdelning. Från 1912 var han tjänstledig på grund av sjukdom. Mörner var lärare vid underbefälsskolan i Karlskronas skeppsbyggeriklass 1881–1892 och vid minskolan där 1889–1892 samt lärare i ångmaskinlära vid Sjökrigsskolan 1892–1893. År 1910 blev han ledamot av Krigsvetenskapsakademien.